# Titanic Belfast Museum
Das Titanic Belfast Museum ist eine im Jahr 2012 eröffnete Besucherattraktion, die dem Gedenken an das 1912 gesunkene Passagierschiff Titanic gewidmet ist. Das Museum liegt auf dem Gelände der Bauwerft des Schiffes, Harland & Wolff, im Titanic-Viertel („Titanic Quarter“) der Stadt Belfast in Nordirland. Es zeigt die Geschichte der Titanic, die nach Kollision mit einem Eisberg auf ihrer Jungfernreise sank, und ihrer Schwesterschiffe Olympic und Britannic. Das Gebäude umfasst eine Grundfläche von 12.000 Quadratmetern, wobei neben den Ausstellungssälen auch Tagungsräume vorhanden sind. Die offizielle Eröffnung der Touristenattraktion wurde von Königin Elisabeth II. vorgenommen.

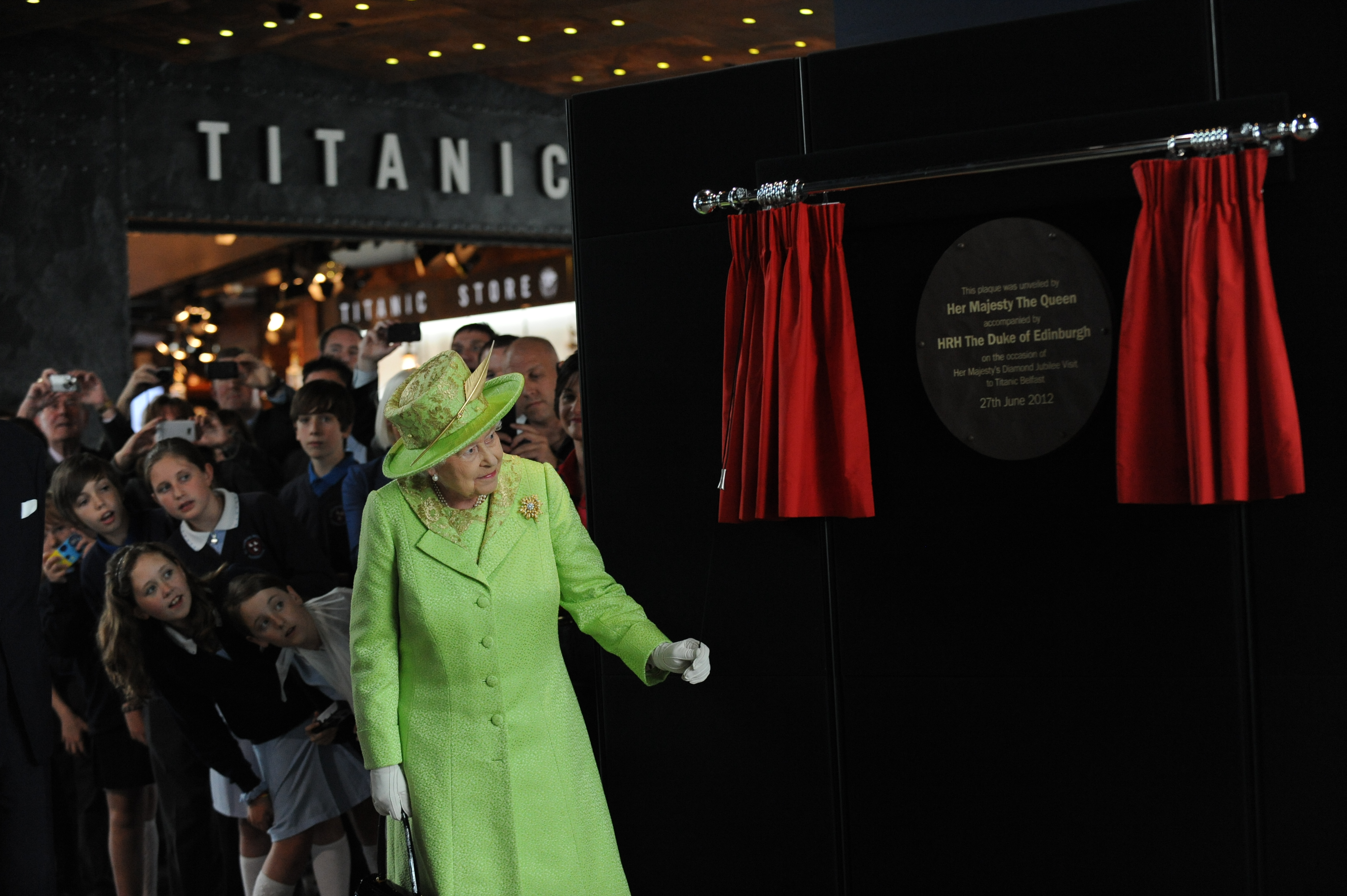
Elisabeth II. eröffnete das Museum offiziell am 27. Juni 2012

2019 wurde das Titanic Belfast Museum von rund 828.000 Personen besucht. 2024 betrug die Besucherzahl etwa 882.000 Personen.

## Geschichte

### Standort, Planung, Finanzierung
Das Gebäude befindet sich auf Queen’s Island, einem Gebiet, das Mitte des 19. Jahrhunderts durch Aufschüttungen dem Meer abgerungen wurde. Es wurde viele Jahre lang von den Schiffsbauern Harland & Wolff genutzt, die riesige Hellinge- und Trockendocks für den gleichzeitigen Bau der Olympic und der Titanic errichteten. Der Niedergang des Schiffbaus in Belfast führte dazu, dass ein Großteil des Geländes brachlag. Die meisten der stillgelegten Gebäude auf der Halbinsel wurden abgerissen. Eine Reihe von Gebäuden wurde unter Denkmalschutz gestellt, darunter die Olympia- und Titanic-Hafenanlagen und die Trockendocks sowie die bekannten Kräne Samson und Goliath.
Das brachliegende Gelände wurde 2001 in „Titanic-Viertel“ umbenannt und für eine Wiederbelebung bereitgestellt. Im Jahr 2005 wurden Pläne für den Bau eines Titanic-Museums bekannt gegeben, um Touristen in die Region zu bringen. Das Museum sollte bis 2012 anlässlich des hundertsten Jahrestages der Jungfernfahrt und des Untergangs der Titanic fertiggestellt werden.
Im Juni 2008 wurden Einzelheiten des Projekts bekannt gegeben, das damals als „Titanic Signature Project“ bezeichnet wurde. Die nordirische Tourismusministerin Arlene Foster kündigte an, dass die nordirische Exekutive 50 % der Mittel für die Sehenswürdigkeit über das nordirische Fremdenverkehrsamt bereitstellen würde, während die restlichen 50 % vom privaten Sektor in Form der Titanic Quarter Ltd, einer Schwestergesellschaft von Harcourt Developments, und den Belfast Harbour Commissioners aufgebracht würden. Zusätzliche Mittel wurden vom Stadtrat von Belfast zugesagt. Die Aufgabe, die Besucherattraktion zu schaffen, wurde von Harcourt Developments übernommen, das sich dabei der Hilfe des amerikanischen Architekten Eric Kuhne und der britischen Ausstellungsdesigner Event Communications bediente. Das Gebäude, das jetzt als „Titanic Belfast“ bekannt ist, sollte jährlich 425.000 Besucher anziehen, von denen zwischen 130.000 und 165.000 von außerhalb Nordirlands kommen sollten. Es ist Teil des Titanic-bezogenen Kulturerbes im Titanic Quarter, zu dem auch der stillgelegte Hauptsitz und die Zeichenbüros von Harland & Wolff, die SS Nomadic (das letzte überlebende Schiff der White Star Line) und das Hamilton Dock, das Titanic’s Dock und das Pumpenhaus sowie die Slipanlagen der Titanic und der Olympic gehören.

### Entwurf und Bau

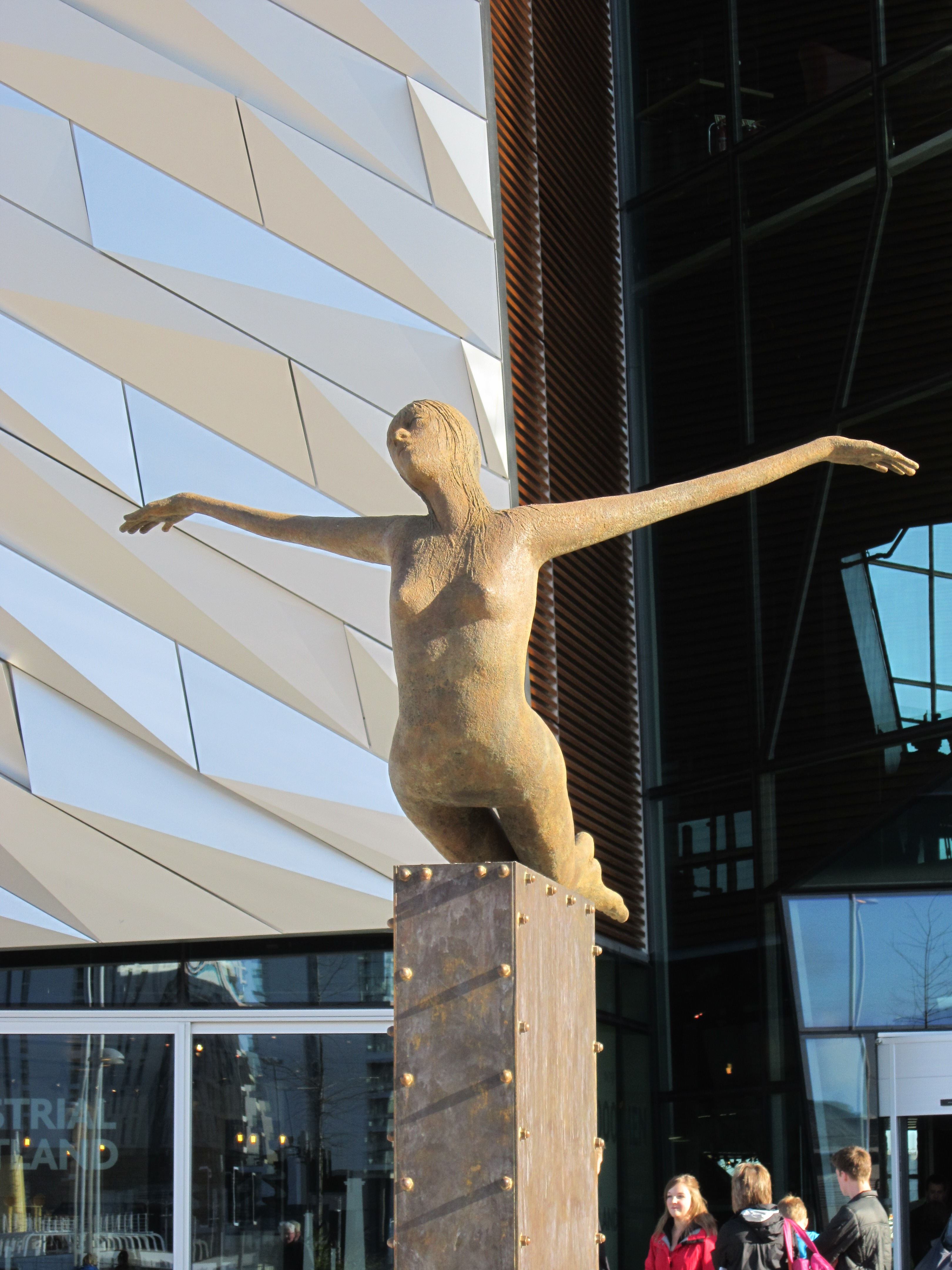
Skulptur Titanica von Rowan Gillespie vor dem Gebäude

Das Londoner Architekturbüro Eric Kuhne & Associates wurde mit der Konzeption des Museums beauftragt, während die in Belfast ansässigen Todd Architects die Leitung der Bauaufsicht übernahmen. Der Entwurf des Gebäudes soll die Geschichte des Schiffbaus in Belfast und das industrielle Erbe von Harland & Wolff widerspiegeln. Die Grundsteinlegung erfolgte im Mai 2009, die Eröffnung fand am 31. März 2012 statt. Die knapp 3-jährige Bauzeit entspricht damit nahezu der Zeitspanne, die auch für die Fabrikation der RMS Titanic benötigt wurde.
Seine kantigen Formen erinnern an die Bugpartien großer Schiffe, wobei der mittlere stilisierte Bug in der Mitte der Anlage in Richtung des Flusses Lagan liegt. Der größte Teil der Fassade des Gebäudes ist mit 3.000 einzelnen silber eloxierten Aluminiumsplittern verkleidet. Das Bauwerk ist 38 m  hoch, genauso hoch wie der Rumpf der Titanic war.
Das Herzstück des achtstöckigen Gebäudes bildet eine Reihe von Galerien, in denen Aspekte der Konstruktion, des Baus, des Untergangs und des Vermächtnisses der Titanic dargestellt werden. Im obersten Stockwerk des Museums befindet sich Belfasts größter Konferenz- und Tagungsraum, die Titanic Suite, die Platz für 750 Personen bietet. Eine Nachbildung der Originaltreppe der Titanic, die 1997 durch den James-Cameron-Film Titanic berühmt wurde, befindet sich in diesem Konferenzzentrum.
Der Bau des Gebäudes kostete 77 Millionen Pfund, weitere 24 Millionen Pfund wurden für die Planung, die Erschließungsarbeiten, die Tiefgarage und Verbesserungen im umliegenden öffentlichen Raum ausgegeben. Für die Fundamente des Gebäudes wurden 4200 Kubikmeter Beton innerhalb von 24 Stunden von 700 Betontransportern geliefert.
Vor dem Gebäude steht Titanica, eine Skulptur von Rowan Gillespie, die eine tauchende Frauenfigur darstellt. Sie besteht aus Bronze und ist auf einem Messingsockel montiert, der an die Gestaltung einer Galionsfigur am Bug eines Schiffes erinnert und Hoffnung symbolisieren soll.

### Hickson’s Point
Im März 2018 eröffnete als Erweiterung des Gesamtensembles außerhalb des eigentlichen Museumsgebäudes die Gaststätte Hickson’s Point. Es ähnelt bis in Details einem Belfaster Pub des Jahres 1900. Der Name erinnert an Robert Hickson, einen der ersten Schiffbauer der Stadt.

## Abteilungen des Museums
Das Titanic-Museum in Belfast wurde von der Londoner Ausstellungsgesellschaft Event Communications entworfen und umfasst neun interaktiv erklärende Ausstellungen:
- Boomtown Belfast (Belfast im Aufbruch) – die Stadt zu Beginn des 20. Jahrhunderts
In dem ersten Ausstellungsraum werden Szenen aus Belfast zur Zeit des Baus der Titanic 1909–11 nachgestellt. Sie veranschaulicht die wichtigsten Industriezweige der Stadt, bevor sie durch eine originale Toranlage der Harland & Wolff-Werft in eine interaktive Etage führt, in der die Baupläne der Titanic zusammen mit Originalzeichnungen und maßstabsgetreuen Modellen des Schiffes präsentiert werden.[14]

- The Shipyard (Die Werft) – eine Fahrt in einem Mini-Auto auf und um eine Nachbildung des Ruders der Titanic
Der zweite Ausstellungsraum wird von einem 20 Meter hohen Stahlgerüst beherrscht, das auf die Arrol Gantry Helling anspielt, die zur Unterstützung des Baus der Titanic und der Olympic errichtet wurde. Das tatsächliche Gerüst war viermal so hoch wie das im Ausstellungsraum. Ein Aufzug bringt die Besucher an die Spitze des Portals, wo Szenen des Schiffbaus in Bild und Ton gezeigt werden. Der Besuch wird mit einem sechssitzigen Wagen fortgesetzt, der den Besucher durch eine nachgebaute Werft fährt, die sich durch eine maßstabsgetreue Nachbildung des riesigen Ruders der Titanic bewegt.[14]

- The Launch (Der Stapellauf) – wie die Titanic am 31. Mai 1911 vom Stapel lief
 Der Ausstellungsraum des Stapellaufs zeigt Szenen vom Tag im Frühling 1911, an dem die Titanic in das Belfast Lough glitt, was von 100.000 Menschen verfolgt wurde. Man überblickt die Helling, von der aus die Titanic zu Wasser gelassen wurde, und durch ein Fenster können die Besucher die Helling und die Docks in ihrem heutigen Zustand betrachten.[14]

- The Fit-Out (Die Ausrüstung) – die Titanic in den 11 Monaten ihres Innenausbaus und ihrer Ausrüstung
 Der vierte Ausstellungsraum zeigt ein großformatiges Modell der Titanic, das veranschaulicht, wie das Schiff für seine Passagiere und seine Besatzung aussah, wobei alle drei Kabinenklassen dargestellt sind. Ein zentrales Element der Galerie ist ein computergenerierter 360-Grad-Rundgang auf der Titanic durch alle Decks des Schiffes, vom Maschinenraum über die Speisesäle bis zur Brücke.[14]

- The Maiden Voyage (Die Jungfernfahrt) – die Reise von Belfast nach Southampton, von dort nach Cherbourg, Cobh und westwärts
 Die katastrophale Jungfernfahrt des Schiffes wird in dem fünften Ausstellungsraum dargestellt, der das Bootsdeck des Schiffes zeigt. Die Besucher können über das hölzerne Deck gehen, auf Bänken sitzen oder den Blick über die Docks und den Hafen schweifen lassen. In dem Raum werden auch Fotografien des jesuitischen Fotografen Pater Francis Browne gezeigt, der auf der Fahrt von Southampton nach Cobh in Südirland an Bord der Titanic war.[14]

- The Sinking (Der Untergang) – die Katastrophe vom 14./15. April 1912
 Der sechste Ausstellungsraum zeigt den Untergang der Titanic mit dem Hintergrundgeräusch von SOS-Morsezeichen, die an andere Schiffe gesendet wurden. Bilder des Untergangs werden mit Tonaufnahmen von Überlebenden, die ihre Geschichten erzählen, und Illustrationen der verwirrenden Presseberichterstattung über die Katastrophe kombiniert. Der Eisberg wird durch eine Wand mit 400 nachgebildeten Rettungswesten dargestellt, auf die ein Bild des sinkenden Schiffes projiziert wird.[14]

- The Aftermath (Die Nachwirkungen) – das Vermächtnis der Katastrophe
 Die Folgen des Untergangs werden in dem siebten Ausstellungsraum dokumentiert, der von einer Nachbildung eines der Rettungsboote in Originalgröße dominiert wird, mit denen die Passagiere evakuiert wurden. Die amerikanischen und britischen Untersuchungen der Katastrophe werden auf beiden Seiten des Rettungsbootes mit Hilfe von Videos und Informationstafeln veranschaulicht. Über interaktive Bildschirme können die Besucher die Passagier- und Besatzungslisten durchsuchen, um herauszufinden, ob einer ihrer Verwandten an Bord des Schiffes war. Der Ausstellungsraum bietet auch Informationen über die spätere Geschichte von Harland & Wolff und der Schwesterschiffe der Titanic.[14]

- Myths & Legends (Mythen und Legenden) – die Tatsachen hinter manchen der Geschichten über die Titanic
 Die Katastrophe gab Anlass zu zahlreichen Legenden und Mythen, die in Filmen, Theaterstücken, Büchern und Gedichten fortgeschrieben wurden. Während im Hintergrund der Song „My Heart Will Go On“ von Céline Dion läuft, können die Besucher Aspekte der von der Titanic inspirierten Populärkultur erkunden. Auf interaktiven Bildschirmen können die Besucher auch Mythen über das Schiff erforschen.[14]

- Titanic Beneath (Die Titanic dort unten) – über das Wrack der Titanic und dessen Entdeckung
 Der letzte Ausstellungsraum zeigt die Titanic so, wie sie heute ist, 3.700 m unter der Meeresoberfläche im Nordatlantik. In Zusammenarbeit mit dem Entdecker des Wracks der Titanic, Robert Ballard, werden seine Expeditionen zum Schiff anhand von Film-, Ton- und Bildmaterial gezeigt. Unter dem Glasboden befindet sich eine Fischaugenansicht des Wracks. Darunter befindet sich das Ocean Exploration Centre, die wichtigste Bildungseinrichtung der Titanic Belfast, in der die Meeresbiologie und die Erforschung der nordirischen Küstengewässer sowie Ballards verschiedene Expeditionen in alle Welt gezeigt werden.[14]

## Rezeption
Im Eröffnungsjahr übertrafen die Besucherzahlen die Prognosen bei weitem: 807.340 Besucher kamen, davon 471.702 von außerhalb Nordirlands. 1.376 Flaschen Champagner wurden verkauft und über 350 Konferenzen veranstaltet. 2017/18 verzeichnete Titanic Belfast einen Besucherrekord mit 841.563 Gästen. Das Titanic-Museum wurde bei den World Travel Awards (2016) mit dem World’s Leading Tourism Attraction Award ausgezeichnet. Im selben Jahr kamen 84 % der Besucher von außerhalb Nordirlands. Titanic Belfast wird zugeschrieben, dass es dazu beigetragen hat, den Tourismus in Nordirland in den letzten Jahren nachhaltig zu stärken.
Bei Tripadvisor liegt das Votum aus 24.654 Bewertungen bei 4,5 von 5 Punkten. Das Titanic Belfast genießt Rang 1 unter den Anziehungspunkten in Belfast.